# سوزان اویاما
سوزان اویاما (انگلیسی: Susan Oyama؛ زادهٔ ۱ ژانویهٔ ۱۹۴۳) روان‌شناس، و فیلسوف اهل ایالات متحده آمریکا است.